# 太陽同期軌道
太陽同期軌道（たいようどうききどう、英語: Sun-synchronous orbit、略称：SSO）は、太陽光線と軌道面とのなす角がほぼ一定という特徴をもつ、極軌道の一種である。

## 概要
軌道傾斜角が95度以上の、地球の自転に対してやや逆行した軌道である。一般に軌道傾斜角がぴったり90度の場合、軌道面が変化するような理由は何もないから、常に天球に対して一定の軌道面となる。それに対し、軌道傾斜角を95度以上とした（およそ97度から100度の）場合、地球は厳密には真球ではなくわずかに赤道付近がふくらんだ回転楕円体であるため、衛星に近い側による重力の影響が大きくなり、引かれる方向がわずかに地球の中心方向からずれ、結果として軌道面の変化を生じる。
地球が一年で公転するのと概ね一致し、衛星が地球を公転する際の軌道面が、地軸を中心に年一回の周期で回転する。
地球側から見ると、太陽と太陽同期軌道とは位置関係が年間を通じて毎日同時刻に一定となっているように見える。衛星側から地球を見ると太陽光の入射角が常に同じになる。すなわち、同一条件下での地球表面の観測が可能となる。そのため、光学系の観測機器を搭載した地球観測衛星の軌道によく採用される。

## ドーンダスク軌道
ドーンダスク軌道（どーんだすくきどう、英語: Dawn-Dusk orbit）または薄明薄暮帯軌道は、通過時が6時または18時となる太陽同期軌道のことである。地球の影に入らず、常に日照量が一定であるため電力確保および熱設計が容易である。そのため、SARなどの電力消費の大きい電波系センサを搭載した地球観測衛星によく用いられる。